# Anthia thoracica
Espèce
Anthia thoracica est une espèce d'insectes coléoptères de la famille des Carabidae et du genre Anthia.

## Répartition
Cette espèce se rencontre en Afrique australe. Elle est notamment présente en Afrique du sud, au Botswana, au Kenya, au Lesotho, au Malawi, au Mozambique, en Namibie, au Swaziland, en Tanzanie, en Zambie et au Zimbabwe.

## Description
Les Anthia sont de très gros insectes, et Anthia thoracica présente un corps massif, avec un tégument noir, d'une longueur d'environ 47 à 53 mm sans les mandibules pour le mâle et de 40 à 50 mm pour la femelle,.
La tête est allongée et prognathe. Les mandibules sont allongées et en forme de faucille chez le mâle mais courtes et robustes chez la femelle. Les mandibules du mâle sont asymétriques avec la mandibule gauche plus nettement recourbée que la droite. La longueur de la mandibule droite chez le mâle est d'environ 10 à 15 mm. Les palpes sont minces et allongés avec le segment terminal sécuriforme. Les antennes sont allongées. Les trois premiers antennomères et la base du quatrième présentent de petites soies blanches recourbées dorsalement. Les antennomères 5 à 11 arborent une pubescence brune. Les yeux sont petits et modérément convexes. Le frons nettement imprimé avec de fines ponctuations rondes éparses et un tubercule médian irrégulier. Le vertex est lisse avec de petites ponctuations rondes éparses.
Le pronotum est cordiforme avec de larges rebords latéraux nettement plus large que la tête chez les deux sexes. Deux taches rondes ou ovales bien définies de courtes soies jaunes inclinées sont présentes, une tache sur chacun des rebords latéraux du pronotum. Le pronotum du mâle arbore une grande empreinte médiane longitudinale et avec deux grandes brides basales faisant saillie sur la base des élytres, les bords latéraux des brides étant nettement surélevés, les bords apicaux étant obliques. L'édéage est robuste et épais sur toute sa longueur. Chez la femelle, le pronotum présente une forte impression médiane. Il est dépourvu de rebords basaux mais présente deux grands tubercules larges à la base. La surface pronotale est rugueuse et ponctuée médialement, lisse avec de petites ponctuations rondes éparses dans les autres cas. Le scutellum est triangulaire, petit et presque obsolète.

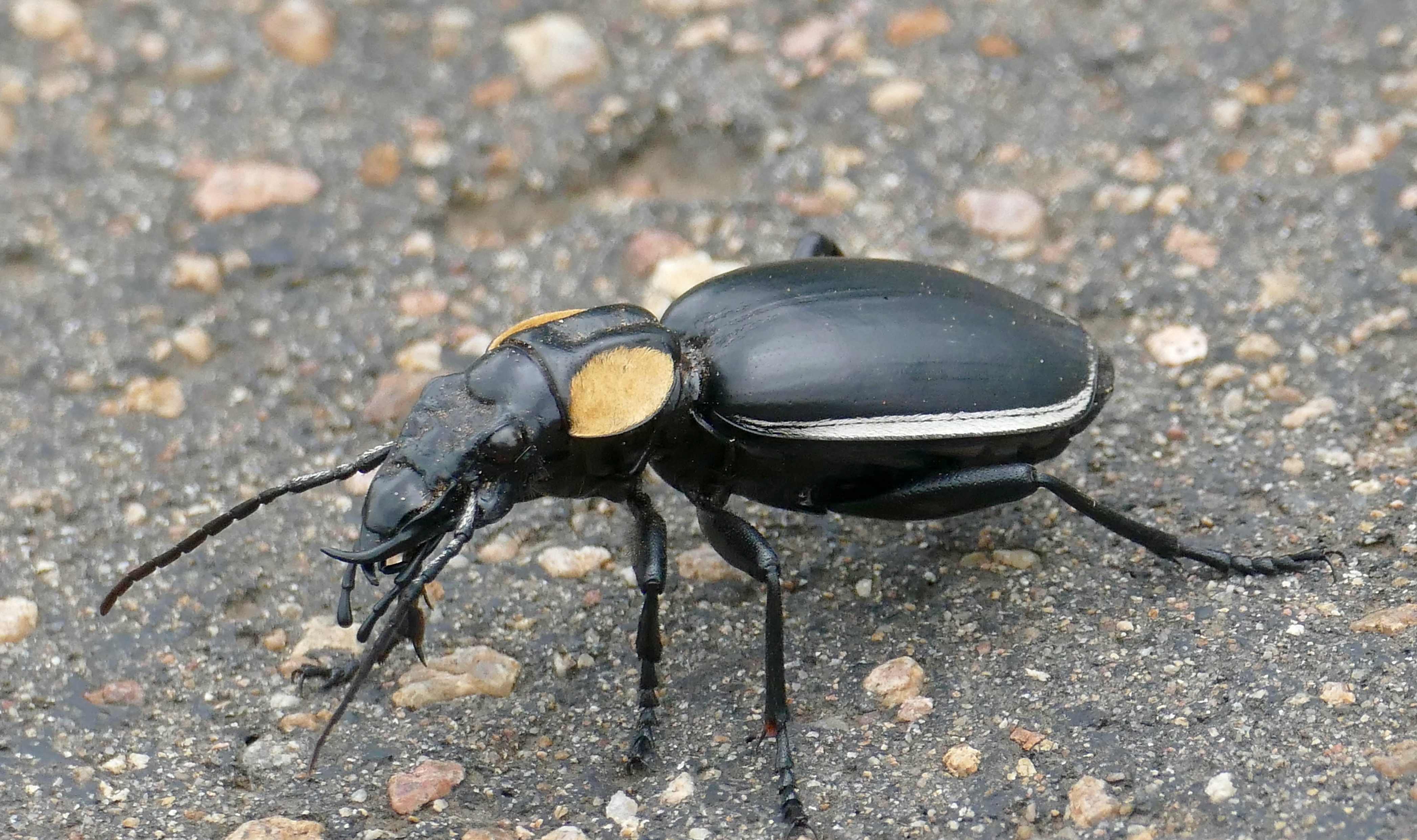
Femelle.
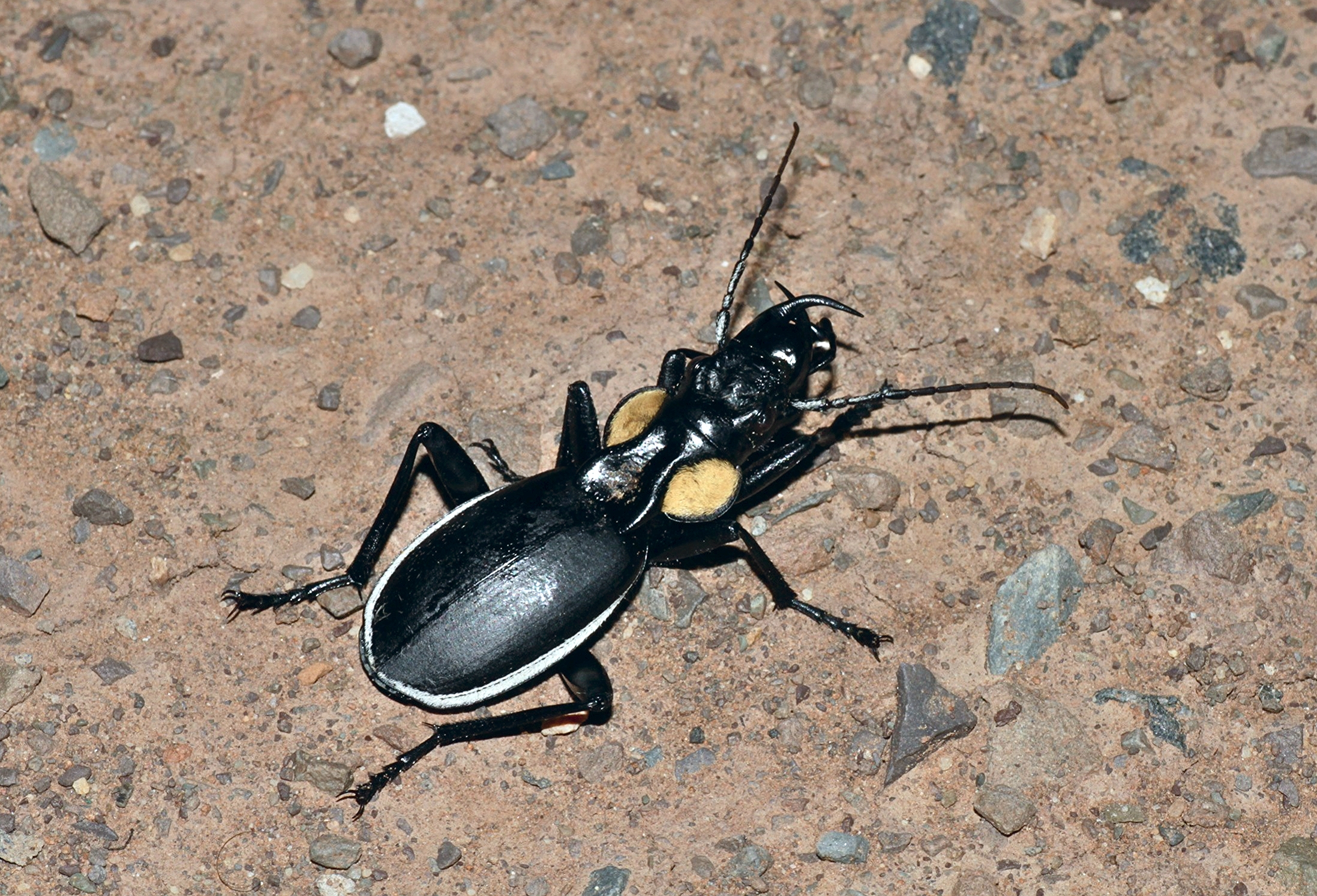
Mâle.

L'abdomen est convexe et brillant, avec de nombreuses petites ponctuations rondes et des rides transversales, surtout vers le bord latéral des ventrites. L'apex du sternum VII est faiblement émarginé chez le mâle et largement arrondi chez la femelle.
Les élytres sont ovales et modérément convexes. La surface élytrale est lisse, avec huit stries internes linéaires (faiblement impressionnés ou presque obsolètes chez les spécimens d'Afrique du Sud) et de petites ponctuations rondes éparses. Le disque élytral arbore des soies brunes courtes et éparses. Les marges latérales des élytres présentent une bande bien définie de courtes 
soies blanches recluses.
Les fémurs sont larges et massifs avec de grandes ponctuations rondes. Les tibias sont allongés et minces avec des carènes latérales et des éperons. Le pro-tibia possède une encoche pour le nettoyage des antennes et un seul setae sous-tendant, méso- et méta-tibial épaissis à l'extrémité, avec des soies brunes denses et inclinées vers les sommets et une frange sétale apicale. Les tarses sont robustes et densément sétosés. Le pro-tarse du mâle est largement élargis avec des soies ventrales en forme de peigne.

## Éthologie
Les taches vives d’Anthia thoracica pourraient être des marques d'aposématisme.
Les coléoptères du genre Anthia sont armés de puissantes défenses chimiques et sont capables de pulvériser des sécrétions acides issues de glandes pygidiales, très concentrées sur une distance d'un mètre ou plus, souvent dirigées vers la tête et les yeux de l'agresseur. Le jet défensif d’Anthia thoracica est constitué à 98% d'acide formique avec une faible quantité d'isovaléraldéhyde, d'acide acétique et des deux diastéréoisomères de l'acide 2-méthylbut-2-énoïque : l'acide angélique et l'acide tiglique.
Les Anthia sont des prédateurs d'autres insectes comme la plupart des carabes et Anthia thoracica peut par exemple se nourrir de fourmis.
Des cas de phorésie peuvent être rencontrés avec le transport de larves de Cyaneolytta depressicornis (Laporte de Castelnau, 1840) et de Cyaneolytta coerulea (Pfaff, 1824) par des spécimens d’Anthia thoracica.

## Systématique
Cette espèce a été décrite par le naturaliste suédois Carl Peter Thunberg en 1784 sous le protonyme Carabus thoracicus.

### Liste de sous-espèces
Certains auteurs distinguent des sous-espèces.
- Anthia thoracica thoracica (Thunberg, 1784) - Elytres très faiblement striées
- Anthia thoracica lukulediensis Sternberg, 1907[8] - Stries plus marquées avec de petites taches allongées d'écailles blanches à la base des intervalles 5, 6 et 7 [Tanzanie, Sud du Kenya]
- Anthia thoracica stigmodera Péringuey, 1896 - Stries des élytres plus marquées [Namibie, Zimbabwe]

### Publication originale
- (la) Carol. P. Thunberg, Dissertatio entomologica novas insectorum species, sistens, cujus partem quartam, t. 4, Upsaliae, Johan Edman, 1784, 15 p. (lire en ligne), p. 69.